# Miquel Riera Montesinos
Miquel Riera Montesinos (Barcelona, 1943) és un químic, investigador, editor i activista cultural català.
Com a químic, es va formar en l'Institut Químic de Barcelona, dependent del CSIC. Bolcat en l'edició de textos durant el final de la Dictadura franquista, es va fundar a Barcelona al costat de Josep Sarret l'editorial Madrágora en 1974. Aquest mateix any va editar amb el conegudo periodista Ángel Casas una revista de rock anomenada Vibraciones, en espanyol.
En 1975 va fundar la revista El Viejo Topo, de tall radical i alternatiu, magazine que va dirigir al costat de Josep Sarret i Claudi Montañá fins a 1980. Desapareguda en 1982, Riera va recuperar la capçalera del Vell Talp en 1993, sent des de llavors el seu director. A més, va fundar el segell El Viejo Topo, que també dirigeix. En 1980 va fundar a Barcelona l'editorial Montesinos i la revista literària Quimera, que va dirigir fins a 1998. Va ser també fundador i director de la revista literària Lletra de Canvi en 1987. En 2007 fundà amb Josep Sarret la Biblioteca Buridán, editorial de divulgació científica i filosòfica, que Sarret dirigeix des de la seva fundació. En 2012 funda i dirigeix el segell literari Piel de Zapa.